# Distretto di Beni Maouche
Il distretto di Beni Maouche è un distretto della provincia di Béjaïa, in Algeria, con capoluogo Beni Maouche.